# Гловачова
Гловачова (пол. Głowaczowa) — село в Польщі, у гміні Чорна Дембицького повіту Підкарпатського воєводства.
Населення — 757 осіб (2011).
У 1975-1998 роках село належало до Тарновського воєводства.

## Демографія
Демографічна структура станом на 31 березня 2011 року:
|          | Загалом | Допрацездатний вік | Працездатний вік | Постпрацездатний вік |
| -------- | ------- | ------------------ | ---------------- | -------------------- |
| Чоловіки | 390     | 98                 | 258              | 34                   |
| Жінки    | 367     | 81                 | 208              | 78                   |
| Разом    | 757     | 179                | 466              | 112                  |